# Janina Inkina
Janina Uładzimirauna Inkina (biał. Яніна Уладзіміраўна Інкіна; ur. 16 października 1997 w Żłobinie) – białoruska koszykarka, występująca na pozycji silnej skrzydłowej, reprezentantka kraju, od 2022 zawodniczka Runa Basket.

## Osiągnięcia
Stan na 5 maja 2023, na podstawie, o ile nie zaznaczono inaczej.

### NCAA
- Uczestniczka rozgrywek I rundy turnieju NCAA (2018, 2019)
- Mistrzyni:
  - turnieju konferencji Sun Belt (2018, 2019)
  - sezonu regularnego  Sun Belt (2018, 2019)

### Drużynowe
- Mistrzyni:
  - Europejskiej Ligi Koszykówki Kobiet (2021)[4]
  - Białorusi (2021, 2022)[4][5]
- Wicemistrzyni Białorusi (2020)
- Zdobywczyni Pucharu Białorusi (2021/2022)[5]
- Uczestniczka międzynarodowych rozgrywek Eurocup (2021/2022)

### Indywidualne
(* – nagrody przyznane przez portal eurobasket.com)
- Zaliczona do II składu ligi białoruskiej (2021)*[4]

### Seniorska
- Uczestniczka:
  - mistrzostw Europy (2017 – 15. miejsce, 2019 – 13. miejsce, 2021 – 4. miejsce)
  - kwalifikacji do Eurobasketu (2021, 2023)

#### Młodzieżowe
- Uczestniczka mistrzostw Europy:
  - U–18 (2013 – 15. miejsce)
  - dywizji B:
    - U–20 (2016 – 11. miejsce, 2017 – 4. miejsce)
    - U–18 (2015)
    - U–16 (2012 – 12. miejsce, 2013 – 8. miejsce)